# GFG Progetti
GFG Progetti ist ein italienisches Designstudio, das 2015 von Giorgetto Giugiaro und seinem Sohn Fabrizio gegründet wurde und die Markenbezeichnung GFG Style nutzt. Das Unternehmen ist im Bereich des Industriedesigns tätig und beschäftigt sich schwerpunktmäßig mit der Gestaltung von Automobilen.

## Unternehmensgeschichte
Der 1938 geborene Designer Giorgio Giugiaro war seit 1959 Designchef des Karosseriebauunternehmens Bertone und hatte ab 1965 eine vergleichbare Position bei der Carrozzeria Ghia inne. 1967 machte er sich mit seinem eigenen Unternehmen Italdesign Giugiaro selbständig. Ein Jahr später erfolgte die Gründung von Ital Design, für das später auch sein Sohn Fabrizio arbeitete. Italdesign gestaltete in den folgenden Jahrzehnten mehr als 200 Fahrzeuge, die vielfach in die Serienproduktion gingen, aber auch Stylingstudien und Ausstellungsstücke. 1999 wurde Giorgio Giugiaro zum „Designer des Jahrhunderts“ gewählt. 2010 verkaufte Giugiaro 90 Prozent der Italdesign-Anteile an den Volkswagen-Konzern, 2015 übernahm Audi den Rest. Giorgio Giugiaro und sein Sohn Fabrizio beendeten daraufhin ihre Mitarbeit bei Italdesign. 
2015 gründeten sie in Moncalieri in der Metropolitanstadt Turin das Unternehmen GFG Progetti. Der Firmenname setzt sich aus den Initialen der Gründer zusammen. Das Unternehmen arbeitet bislang vor allem für chinesische Auftraggeber und entwickelt Konzepte für Hybrid- und Elektrofahrzeuge. Das erste Projekt waren die Sportwagenstudien AT96 und GT96 für den chinesischen Forschungsbetrieb Techrules, die von Elektromotoren und einer Gasturbine angetrieben werden. Die Modelle wurden im März 2016 auf dem Genfer Auto-Salon vorgestellt. 2017 erschien die ebenfalls von GFG gestaltete Weiterentwicklung Techrules Ren. Auf dem Genfer Auto-Salon 2018 war das Unternehmen mit einem eigenen Stand vertreten. GFG zeigte dort die für das chinesische Energieunternehmen Envision entwickelte Sportlimousine Sibylla, eine auf autonomes Fahren ausgerichtete Studie mit Flügeltüren und vier Elektromotoren.

## Galerie

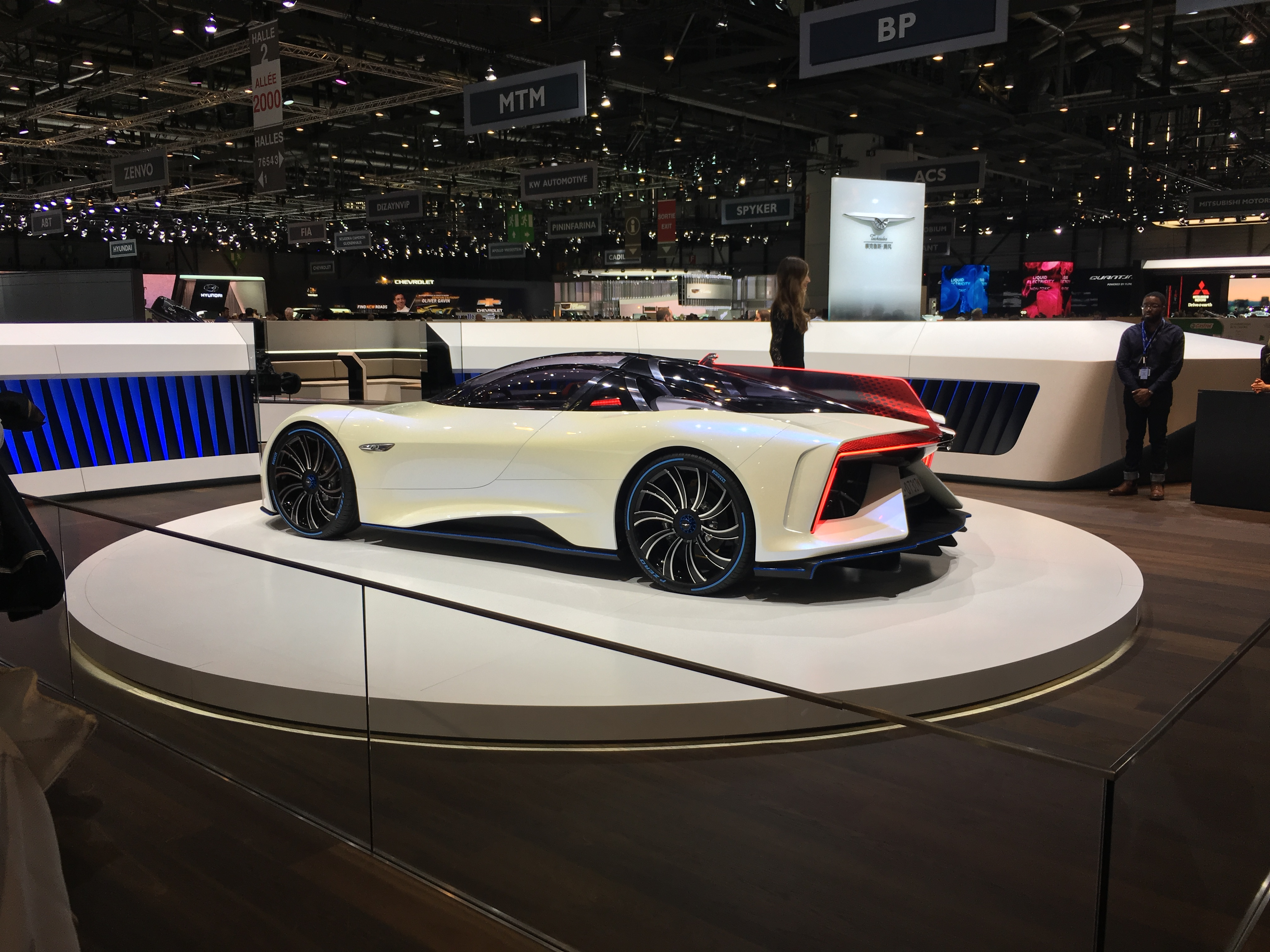
Von GFG entworfen: Techrules Ren (2017)
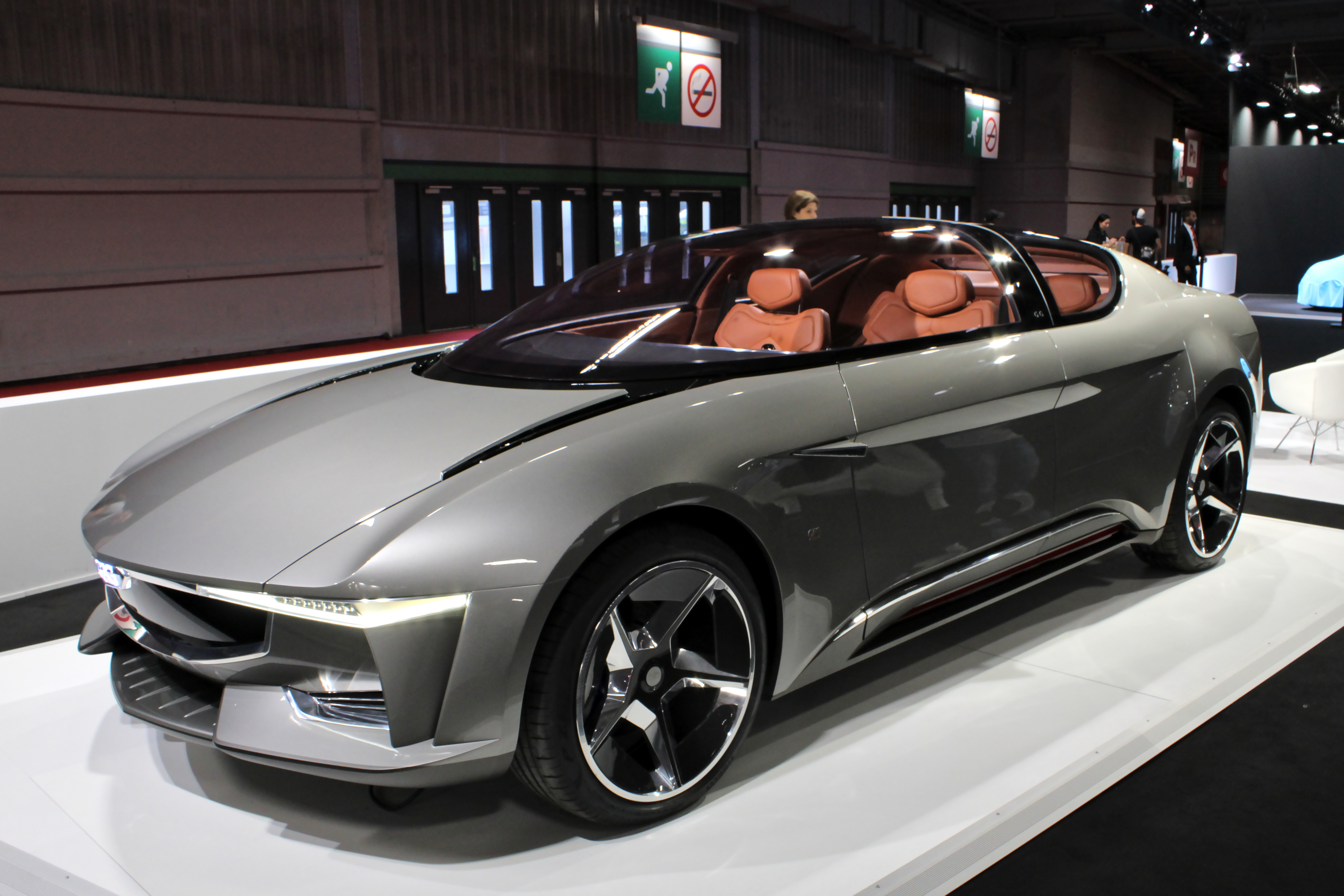
GFG Style Sibylla (2018)
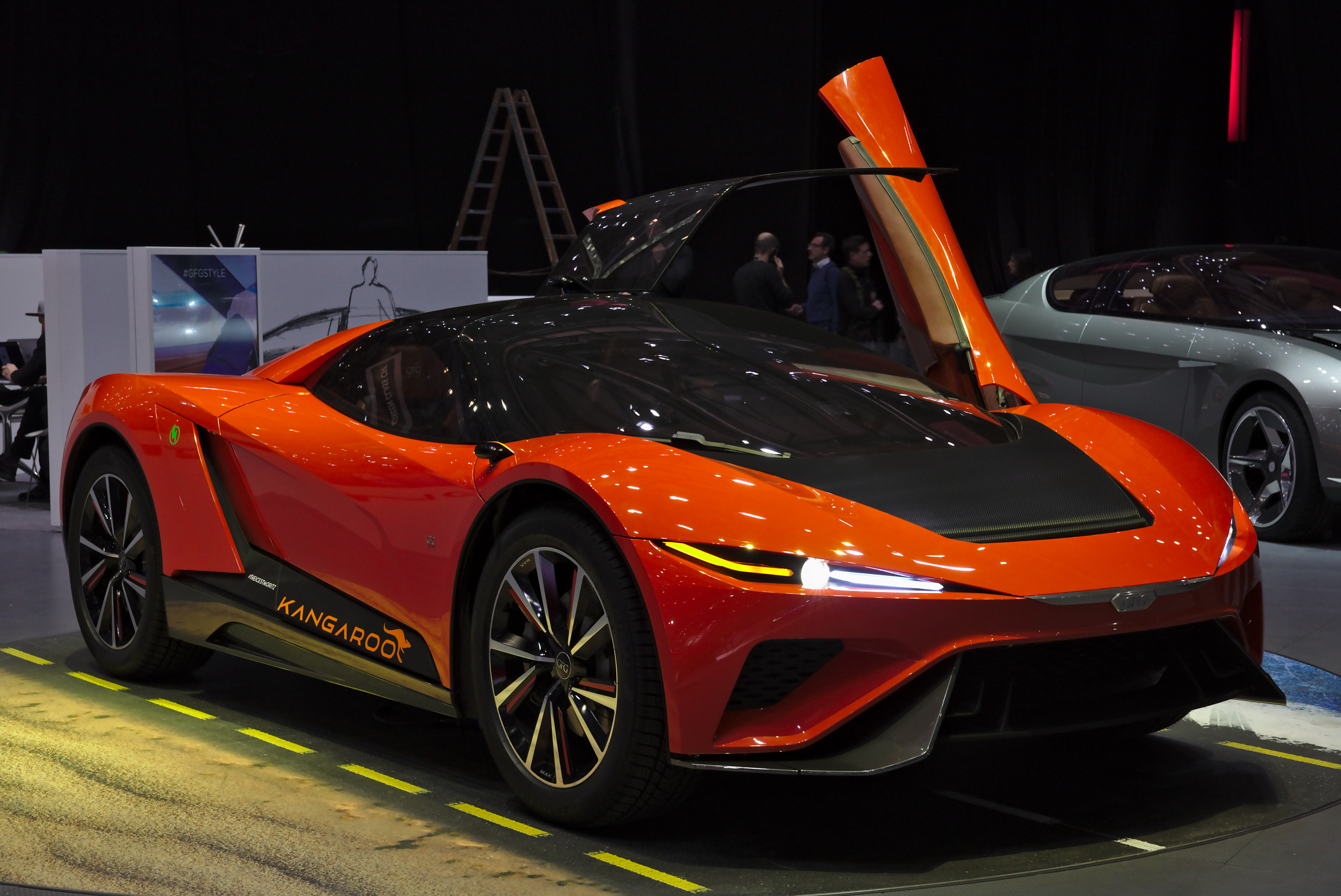
GFG Style Kangaroo
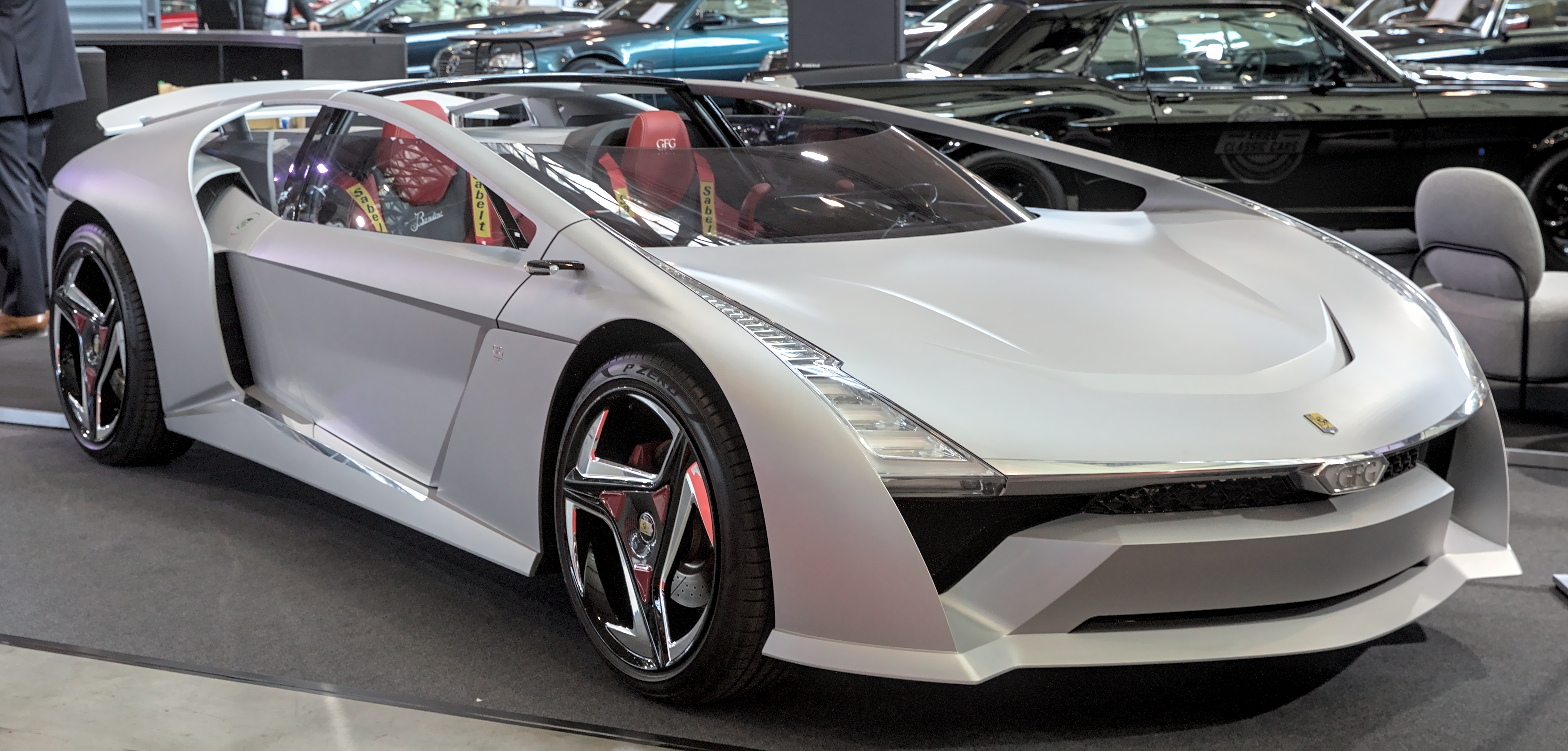
GFG Style Bandini Dora (2020)